# Хамонд (Минесота)
Хамонд (енгл. Hammond) град је у америчкој савезној држави Минесота.

## Демографија
По попису из 2010. године број становника је 132, што је 66 (-33,3%) становника мање него 2000. године.
| Група             | 2000.       | 2010.       |
| Белци             | 193 (97,5%) | 125 (94,7%) |
| Афроамериканци    | 1 (0,5%)    | 0 (0,0%)    |
| Азијати           | 0 (0,0%)    | 0 (0,0%)    |
| Хиспаноамериканци | 3 (1,5%)    | 7 (5,3%)    |
| Укупно            | 198         | 132         |